# スーナー・オア・レイター
「スーナー・オア・レイター」（One of Us Must Know (Sooner or Later)）は、ボブ・ディランが作詞・作曲・歌唱した楽曲。

## 解説
1966年2月14日、シングルとして発表。B面は「クイーン・ジェーン（Queen Jane Approximately）」。その後、同年5月16日発売のアルバム『ブロンド・オン・ブロンド』に収録された。シングルは、全英シングルチャートで33位を記録した。
レコーディングは1966年1月25日、ニューヨークで行われた。演奏者はロビー・ロバートソン（ギター）、アル・クーパー（オルガン）、リック・ダンコ（ベース）、ポール・グリフィン（ピアノ）、ボビー・グレッグ（ドラムズ）。
ステレオ・バージョンはフェイドアウトするが、モノラル・バージョンはフェイドアウトしない。